# Hippolyte Castille
Hippolyte Castille (Montreuil-sur-Mer, 8 de noviembre de 1820-Luc-sur-Mer, 26 de septiembre de 1886) fue un escritor y polemista francés.
Escribió en colaboración con Frédéric Bastiat y Gustave de Molinari.
Entre sus obras se encuentran los Portraits historiques du dix-neuvième siècle, con retratos de personalidades como Chateaubriand, Baroche o Lamartine. También escribió acerca de Napoleón III.